# Hypocometa incipiens
Hypocometa incipiens är en fjärilsart som beskrevs av Louis Beethoven Prout 1932. Hypocometa incipiens ingår i släktet Hypocometa och familjen mätare. Inga underarter finns listade i Catalogue of Life.